# IGA U.S. Indoor Championships 1997
L'IGA U.S. Indoor Championships 1997 è stato un torneo di tennis giocato sul cemento indoor. 
È stata la 12ª edizione del torneo, che fa parte della categoria Tier III nell'ambito del WTA Tour 1997. 
Si è giocato al The Greens Country Club di Oklahoma City negli USA, dal 17 al 23 febbraio 1997.

## Campionesse

### Singolare
Lindsay Davenport ha battuto in finale  Lisa Raymond con il punteggio di 6–4, 6–2

### Doppio
Rika Hiraki /  Nana Miyagi hanno battuto in finale  Marianne Werdel-Witmeyer /  Tami Whitlinger-Jones con il punteggio di 6–4, 6–1